# 焦磷酸锰
焦磷酸锰是一种无机化合物，化学式为Mn2P2O7。

## 制备
焦磷酸锰的二水合物可以由氯化锰和焦磷酸钠在溶液中反应得到。
MnCl2·2.03KCl和Na4P2O7的混合物于N2中500℃反应，也能得到Mn2P2O7。

## 其它化合物

### 十水合焦磷酸锰
Mn4(P2O7)2·10H2O是一种无机化合物，分子量747.808。它是一种黄白色晶体，由MnCl2（0.1mol/L）和Na2H2P2O7（0.1mol/L）在pH=1.9的溶液中，室温下反应得到。96℃开始分解，325℃形成Mn2P2O7无水物。但如果将Na2H2P2O7换成K4P2O7，则得不到该产物，取而代之的是MnKHP2O7·2H2O。

### 复盐
Mn(II)焦磷酸盐的复盐(NH4)2[Mn3(P2O7)2(H2O)2]、Li2MnP2O7等都是已知的。此外，酸式盐K2Mn(H2P2O7)2·2H2O、Mn1/2NH4H2P2O7·H2O等也有文献记载。